# الإسلام في سيشل
وصل الإسلام في جزر المحيط الهندي ومنها سيشل عبر التجار المسلمين وذلك قبل وصول المستكشفين الأوروبيين. ومع ذلك وخلافًا لما حدث في الدول الجزرية الأخرى بما في ذلك جزر القمر وجزر المالديف فإنه لم يكن هناك سكان دائمون في سيشل حتى بداية الاستعمار الفرنسي في 1770. نتيجة لذلك فإن نسبة المسلمين تبلغ 1.1% من سكان البلاد أي ما يساوي 900 شخص. تسمح حكومة سيشل بخمسة عشر دقيقة من البث المباشر كل يوم جمعة للمجتمع المسلم.
وفقًا لتعداد عام 2010، كان هناك 1,459 مسلمًا في سيشيل يشكلون 1.6% من سكان سيشيل. هذه زيادة قدرها 593 مسلم عن تعداد عام 2002، الذي أفاد بأن 866 مسلمًا يشكلون 1.1% من السكان. في عام 1994، كان هناك 506 مسلمًا يشكلون 0.7% من سكان البلاد.